# 加那利联合左翼
加那利联合左翼（西班牙語：Izquierda Unida Canaria，缩写为IUC）是西班牙左翼政党联盟联合左翼在加那利群岛的分支。它成立于1993年，主要成员是加那利群岛共产党。它的政治立场是左翼。它的总部位于拉斯帕尔马斯和圣克鲁斯-德特内里费。